# روکسی پتروچی
روکسی پتروچی (انگلیسی: Roxy Petrucci؛ زادهٔ ۱۷ مارس ۱۹۶۲) موسیقی‌دان اهل ایالات متحده آمریکا است.